# فاویسم
فاویسم (به انگلیسی: Favism) یا بیماری باقلایی یا G6PD Deficiency بیماری ارثی خونی است که در اثر نقص آنزیم گلوکز ۶ فسفات دهیدروژناز ایجاد می‌شود. آنزیم گلوکز ۶ فسفات دهیدروژناز، آنزیم مهمی در شانت هگزوز مونوفسفات است که برای حفظ ذخایر داخل سلولی گلوتاتیون احیا شده لازم است.
این آنزیم گلوکز ۶- فسفات را به ۶- فسفوگلوکونیک اسید تبدیل می‌کند و درحین این عمل NADPH تولید می‌شود.
گلوتاتیون احیا شده اریتروسیت‌ها را در برابر اکسید شدن غشا و هموگلوبین حفاظت می‌کند. در صورت نبودن گلوتاتیون احیا شده، مواد اکسیدان باعث رسوب هموگلوبین و تشکیل اجسام هینز (Heinz bodies) می‌شوند و غشای گلبول قرمز آسیب جدی می‌بیند و این دو تغییر باعث از بین رفتن زودرس گلبول‌های قرمز می‌شوند.
در مناطق با شیوع بالای مالاریا که مالاریا بومی است، کمبود G6PD شیوع ۵ تا ۲۵ درصد دارد، در حالی که در نواحی غیربومی، شیوع آن کمتر از ۰٫۵ درصد است. در ایران، فراوانی ۱۰ تا ۱۴/۹ درصد است.
بیش از ۶۰۰ میلیون نفر در دنیا به این بیماری دچار هستند.
بیماران در حالت عادی کاملاً طبیعی هستند و هیچگونه علامتی ندارند و فقط در مواجهه با باقلا یا بعضی از داروها علائم حاد آن مشاهده می‌شود.

## علت بیماری
کمبود آنزیم گلوکز ۶- فسفات دهیدروژناز نوعی بیماری ارثی می‌باشد که گلبول‌های قرمز را به اکسیدان‌ها حساس می‌سازد.
کمبود G6PD در برخی نواحی (آفریقا) ظاهراً به فراوانی قابل توجهی رسیده‌است (همانند بیماری سلول داسی) زیرا افراد هتروزیگوت برای کمبود آنزیم گلوکز ۶- فسفات دهیدروژناز را تا حدودی در برابر مالاریا مقاوم می‌کند.
ژن مربوط بر روی کروموزوم ایکس قرار دارد و تقریباً تمام بیماران مرد هستند. بیشتر زنان هتروزیگوت علامت بالینی ندارند ولی گاهی به دلیل قانون لیون (غیرفعال شدن اتفاقی کروموزم X) زنان هتروزیگوت نیز علامت‌دار می‌شوند.

## علائم بالینی
علائم بالینی بیماری عبارتند از:

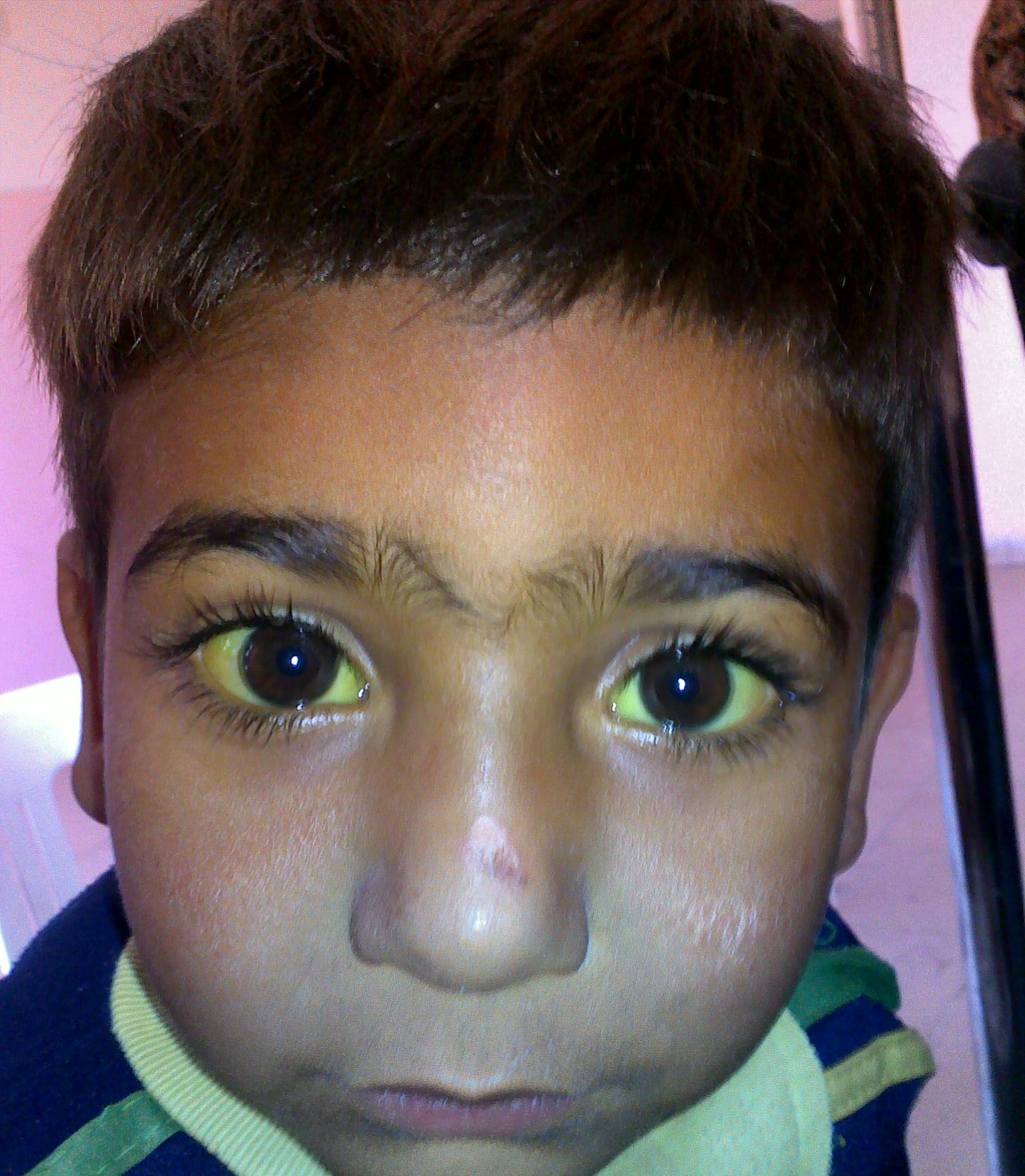
یک پسر ۴ ساله مبتلا به فاویسم که زردی در صلبیه چشمانش کاملاً مشخص است

- رنگ پریدگی زردی پوست و ناخن‌ها و پلک[۴]
- تغییر رنگ ادرار
- تهوع و استفراغ
- بی‌حالی و گاهی کاهش سطح هوشیاری
- شوک
- اسکلرای ایکتریک
- تاکیکاردی
- تاکی پنه یا تنفس کوتاه
- خواب آلودگی
- تب
- افت فشار خون
- نارسایی حاد کلیه (در موارد پیشرفته).

بیماری گلبول‌های قرمز پیر را بیشتر از سلول‌های جوان مبتلا می‌کند. زیرا میزان این آنزیم در گلبول‌های قرمز جوان و رتیکلوسیت‌ها بیشتر است.
زمانی که بیمار مشکلات دیگری مانند بیماری‌های قلبی و عروقی، کلیوی، چشمی یا کبدی داشته باشد یا در سن دوران نوزادی، بلوغ یا پیری باشد علائم شدیدتر می‌شوند. بیماری نهفته در اثر استرس‌های اکسیداتیو مانند مواجهه با داروها یا مواد غذایی حساسیت‌زا یا عفونت‌ها بروز می‌یابد.

## نشانه‌های آزمایشگاهی
- آنمی
- ایکتر
- رتیکولوسیتوز (بالا رفتن غیرعادی شمارگان رتیکولوسیتها در خون)
- دیدن Heinz body (رسوب غیرعادی هموگلوبین در گلبول‌های قرمز)
- کومبس مستقیم منفی (عدم وجود آنتی بادی روی سطح گلبول‌های قرمز)
- هموگلوبینوری (وجود مقادیر زیاد هموگلوبین در ادرار)
- Bite cell  (اشکال غیرعادی گلبول قرمز به صورت نبودن یک قسمت کمانی از لبه گلبول - همانند گاز زدن کناره گلبول)

برخی مواقع بیماران نقص فعالیت آنزیمی را در تست‌های رایج آزمایشگاهی در زمان همولیز نشان نمی‌دهند چون در گلبول‌های قرمز جوان میزان این آنزیم بالاست و ممکن است در موقع حمله حاد که گلبول‌های قرمز جوان وارد جریان خون می‌شوند، فعالیت آنزیمی طبیعی گزارش شود. در این گونه بیماران آزمایش پس از سپری شدن یک نیمه گلبول‌های قرمز (۲ تا ۳ ماه بعد) تکرار می‌شود.
- در بیشتر افراد همولیز خودبه‌خود محدود شونده‌است.
- اقدامات حمایتی برای بیمار طی فاز حاد همولیز ضروری است.

## تشخیص
تشخیص با اندازه‌گیری سطح آنزیم گلوکز ۶ فسفات دهیدروژناز در گلبول‌های قرمزاست.

## پیشگیری از دچار شدن به وضعیت حاد
1. عدم مصرف یا استنشاق باقلا و برخی داروهای خاص
2. عدم استفاده فرد مبتلا،کودک و مادر شیرده از آسپرین و مصرف استامینوفن، ایبوپروفن و سپروفلوکساسین و کلرامفنیکل تحت نظر پزشک[۷]
3. استفاده از داروهای بی‌خطر
4. عدم استفاده از نفتالین و حشره کش در محیطی که فرد زندگی می‌کند.
5. عدم خوردن سبزیجات به میزان زیاد[۵]

### غذاهای ممنوع
مواد غذایی زیر نباید استفاده شوند و در صورت استفاده باید به میزان خیلی کم استفاده شوند:
- خانواده نخودیان (لگومینوزه): باقلا، انواع لوبیا، سویا، انواع نخود، عدس، گیاه خرنوب، کهور
- سولفیت‌ها و غذاهای شامل آنها
- منتول و مواد غذایی و فراورده‌های بهداشتی البته عصاره نعناعی طبیعی مشکلی ایجاد نمی‌کند.
- رنگ‌های خوراکی مصنوعی، حنا، نوشابه‌های الکلی، نوشابه گازدار
- مصرف اسید اسکوربیک که در برخی ویتامین‌ها استفاده می‌شود به میزان زیاد مشکل‌ساز خواهد بود.[۴]
- بلوبری، آب تونیک و شراب قرمز[۸]

## نکات مهم
1. فرد مبتلا به فاویسم نمی‌تواند خون اهدا کند.
2. با وجودی که فاویسم معمولاً تا ۱۰ سالگی به صورت حاد عمل می‌کند ولی فرد مبتلا باید همیشه موارد پیشگیری را رعایت نماید[۵] و گاهی در سن ۳۰ تا ۴۰ سالگی نیز تشخیص داده می‌شود.[۷]

## درمان
درمان این بیماران، درمان حمایتی است که با هدف پیشگیری از رسوب هموگلوبین در کلیه‌ها انجام خواهد شد.
در موارد همولیز شدید و هموگلوبین بسیار پایین که خطر نارسایی قلبی را بالا می‌برد یا حیات بیمار در مخاطره باشد، تزریق خون انجام می‌شود.

## نحوه توارث
- یک بیماری وابسته به ایکس و مغلوب می‌باشد به همین دلیل:

1. پسران یک مادر حامل نوعی جهش آنزیم گلوکز ۶- فسفات دهیدروژناز، به احتمال ۵۰ درصد مبتلا می‌باشد.
2. دختران به احتمال ۵۰ درصد حامل هستند.
3. تمامی دختران یک پدر مبتلا، حامل هستند، اما تمام پسران این پدر غیر مبتلا خواهند بود. احتمال آن‌که دختران حامل علایم با اهمیت بالینی داشته باشند پایین می‌باشد، زیرا غیرفعال شدن کروموزوم x (قانون لیون)به میزان کافی، ناشایع می‌باشد.

پسران از مادر و دختران از یک یا هر دو والدین فاویسم را به ارث می‌برند. هنگامی که این نقیصه در یک کروموزم X وجود داشته باشد، علائم در دختران ملایم‌تر خواهد بود. اما اگر هر دو کروموزم مبتلا باشند، علائمی مانند پسران بروز خواهد کرد. این آنزیم در تمامی سلول‌های بدن وجود داشته و در متابولیسم قندها دخیل است.

## عواملی که در مبتلایان به کمبود آنزیم G6PD همولیز ایجاد می‌کند
- باقلا به هر شکل موجود.
- آنالوگ‌های ویتامین K
- داروهای ضد مالاریا: کلروکین / پریماکین / پاماکین / کیناکرین / کینین.
- سولفونامیدها: کوتریموکسازول (تری متو پریم – سولفومتوکسازول) / نالیدیکسیک اسید (نگرام)/ سولفاستامید / سولفاپریدین /سولفانیلامید / سولفادیازین / سولفی سوکسازول.
- ترکیبات نیتروفوران: فوروکسون / فورودانتین / فورابن / نیتروفورانتوئین / فورازولیدون / نیتروفورازون (فوراسین) / سپتاپرین.
- داروهای متفرقه: متیلن بلو / پروبنسید / استیل سالیسیلیک اسید / فنازوپیریدین / فنیل هیدرازین / بنزن / نفتالین / ایزونیازید / آسپرین / بعضی از داروهای ضد تب /استامینوفن.[۱۰]

## در ایران
فاویسم در ایران بسیار شایع است و در برخی مناطق ایران از جمله نواحی شمالی و جنوبی ایران (سواحل دریا) شیوع بیشتری دارد و کانون‌هایی از این بیماری هم در سواحل خلیج فارس به ویژه مناطق جنوب و جنوب شرقی، فسا و فیروزآباد و داراب فارس و روستاهای شمالی ایرانشهر در استان سیستان و بلوچستان دیده می‌شود.
در ایران فاویسم بومی سواحل خزر است، در این مناطق خطر ابتلاء به بیماری از فروردین تا تیر ماه شیوع بیشتری دارد. فاویسم از کلمه یونانی "VICIA FAVA" یعنی باقلا گرفته شده و در اصل مشهورترین منطقه از لحاظ درصد مبتلایان به فاویسم مناطق مدیترانه است، ولی طی قرن‌ها و مهاجرت مردم به نقاط مختلف جهان این بیماری در دنیا گسترش یافته‌است.